# Rinaldo d'Asti
Rinaldo d'Asti è un'opera in due atti di Carlo Coccia, su libretto di Jacopo Ferretti. La prima rappresentazione ebbe luogo al Teatro Valle di Roma il 17 febbraio 1816.
Gli interpreti della prima rappresentazione furono:
| Personaggio         | Interprete             |
| ------------------- | ---------------------- |
| Rinaldo             | Domenico Donzelli      |
| Adelaide            | Adelaide Sala          |
| Maggior D. Tempesta | Raniero Remorini       |
| Gillotto            | Filippo Galli          |
| Carolina            | Agnese Loiselet        |
| Sparabombe          | Cristoforo Bastianelli |

## Trama
La scena è in Ripaverde nel casino del maggiore, e nella campagna vicina.
L'azione comprende lo spazio di una notte, e di qualche ora del giorno appresso.

### Atto I
Il Maggiore, un militare vanaglorioso ma in realtà assai pauroso, vuole sposare Adelaide, di cui è tutore, ma la ragazza è innamorata di Rinaldo, un ufficiale che da alcuni mesi è lontano.
In una notte tempestosa il Maggiore, il suo assistente Gillotto e i loro uomini escono alla ricerca di presunti assassini. Il maltempo costringe il Maggiore e Gillotto a rifugiarsi in una grotta, nella quale ha trovato riparo anche Rinaldo, che sta facendo ritorno per rivedere Adelaide. Nell'oscurità non si riconoscono ma si spaventano a vicenda e fuggono in diverse direzioni.
Rinaldo giunge alla casa di Adelaide, dove la giovane, con l'aiuto della cameriera Carolina, lo nasconde. Poco dopo arriva anche il Maggiore, mortificato per essersi dato alla fuga. In breve giunge anche Gillotto, che ha trovato per strada l'uniforme e il portafogli persi da Rinaldo, che così viene creduto morto.

### Atto II
Rinaldo riesce a ricuperare l'uniforme e si mette a girare per la casa facendosi credere un fantasma dal terrorizzato Gillotto. Adelaide fa credere al Maggiore che esista un patto tra lei e Rinaldo, secondo il quale se uno di loro fosse morto prima del matrimonio, lo sposalizio si sarebbe dovuto celebrare ugualmente, per poi seppellire la scrittura col defunto. Il Maggiore, per tema di venire perseguitato, accetta di sottoscrivere il matrimonio tra Adelaide e Rinaldo; poi compare lo stesso Rinaldo per apporre la propria firma sul contratto: il Maggiore furioso lo strappa e viene sfidato a duello, con spasso di Gillotto che immagina una sfida tra un vivo e un morto.
Il Maggiore convince Gillotto a sostituirsi a lui nel duello, ma Rinaldo ha la meglio e minaccia i due rivali terrorizzati. Il Maggiore, riluttante, è così costretto ad acconsentire al matrimonio tra Adelaide e Rinaldo, Gillotto si offre come testimone ed annuncia i festeggiamenti.

## Struttura musicale
- Sinfonia

### Atto I
- N. 1 - Introduzione e Cavatina di Gillotto Su coraggio: all'occasione - Piano, piano, piano, piano (Sparabombe, Coro, Carolina, Gillotto)
- N. 2 - Duetto fra Adelaide ed il Maggiore Ah! Signor, deh, non partite
- N. 3 - Coro e Cavatina di Rinaldo Presto... marciamo... di là di qua - Ma tra il fragor del turbine (Coro, Rinaldo)
- N. 4 - Terzetto fra Rinaldo, il Maggiore e Gillotto Ah! perché, perché t'involi?
- N. 5 - Aria di Sparabombe Ah! si resti: m'invita, mi alletta
- N. 6 - Duettino fra Rinaldo ed Adelaide Ah! si cangiò la sorte
- N. 7 - Aria del Maggiore e Finale I Ombre degli Avi, uditemi - Sottovoce, piano piano (Maggiore, Carolina, Adelaide, Rinaldo, Coro, Tempesta, Gillotto, Sparabombe)

### Atto II
- N. 8 - Coro ed Aria di Rinaldo Voi dormite come Ghiri - Vorrei ferir l'audace (Carolina, Coro, Rinaldo)
- N. 9 - Aria di Gillotto È la morte un duro passo (Gillotto, Rinaldo, Coro)
- N. 10 - Quartetto Ombra carissima, ombra adorata (Adelaide, Rinaldo, Gillotto, Maggiore)
- N. 11 - Aria di Carolina Son Cameriera
- N. 12 - Aria di Adelaide Non millantar coraggio (Adelaide, Maggiore, Gillotto)
- N. 13 - Duetto fra il Maggiore e Gillotto Ho la spada ereditata
- N. 14 - Finale II Voi soverchiarmi osate? (Rinaldo, Gillotto, Maggiore, Adelaide, Carlotta, Sparabombe, Coro)